# 科德索索
科德索索是葡萄牙布拉加区的一个堂区。总面积9.44平方公里，总人口503人，人口密度53.3人/平方公里。